# Józefów - Wola Dębowiecka
Józefów - Wola Dębowiecka este o arie protejată (sit de importanță comunitară — SCI) din Polonia întinsă pe o suprafață de 60,51 ha, integral pe uscat.

## Localizare
Centrul sitului Józefów - Wola Dębowiecka este situat la coordonatele 49°39′18″N 21°25′47″E / 49.6549°N 21.4298°E.

## Înființare
Situl Józefów - Wola Dębowiecka a fost declarat sit de importanță comunitară în octombrie 2009 pentru a proteja 3 specii de animale.

## Biodiversitate
Situată în ecoregiunea continentală, aria protejată conține 5 habitate naturale: Formațiuni ierboase bogate în specii de Nardus, dezvoltate pe substraturi silicioase în zone montane (și în zone submontane, în Europa continentală), Pajiști cu Molinia pe soluri calcaroase, turboase sau argilos-nămoloase (Molinion caeruleae), Fânețe de joasă altitudine (Alopecurus pratensis, Sanguisorba officinalis), Păduri de stejar și carpen Galio-Carpinetum, Păduri aluvionare cu Alnus glutinosa și Fraxinus excelsior (Alno-Padion, Alnion incanae, Salicion albae).
La baza desemnării sitului se află mai multe specii protejate de  nevertebrate (3): fluturele purpuriu (Lycaena dispar), Phengaris nausithous, Phengaris teleius.
Pe lângă speciile protejate, pe teritoriul sitului au mai fost identificate 5 specii de plante.